# Cotylaspis stunkardi
Cotylaspis stunkardi är en plattmaskart som beskrevs av Caroline Thomas Rumbold 1928. Cotylaspis stunkardi ingår i släktet Cotylaspis och familjen Aspidogastridae. Inga underarter finns listade i Catalogue of Life.